# Allotrichoma trispinum
Allotrichoma trispinum är en tvåvingeart som beskrevs av Becker 1896. Allotrichoma trispinum ingår i släktet Allotrichoma och familjen vattenflugor. Inga underarter finns listade i Catalogue of Life.